# جون فوستر (صحفي)
جون فوستر (بالإيطالية: John Foster)‏ هو مغني وصحفي إيطالي، ولد في 23 أغسطس 1939 في ميلانو في إيطاليا.

## وصلات خارجية
- جون فوستر على موقع IMDb (الإنجليزية)
- جون فوستر على موقع ميوزك برينز (الإنجليزية)
- جون فوستر على موقع ديسكوغز (الإنجليزية)